# Oded Kogut
Oded Kogut, in ebraico עודד קוגוט‎? (14 febbraio 2001), è un ciclista su strada israeliano che corre per il team Israel-Premier Tech.

## Palmarès

### Strada
- 2019 (Juniores, una vittoria)

Campionati israeliani, Prova a cronometro Junior
- 2021 (Israel Cycling Academy, due vittorie)

Campionati israeliani, Prova a cronometro Under-23
Campionati israeliani, Prova in linea Under-23
- 2022 (Israel Cycling Academy, quattro vittorie)

2ª tappa Dookoła Mazowsza (Grodzisk Mazowiecki > Grodzisk Mazowiecki)
3ª tappa Dookoła Mazowsza (Płońsk > Płońsk)
1ª tappa Volta a la Província de València (Valencia > Vilamarxant)
4ª tappa Volta a la Província de València (Moncada > Moncada)
- 2023 (Israel Premier Tech Academy, cinque vittorie)

Campionati israeliani, Prova a cronometro Elite
1ª tappa Dookoła Mazowsza (Teresin > Teresin)
2ª tappa Dookoła Mazowsza (Grodzisk Mazowiecki > Grodzisk Mazowiecki)
3ª tappa Dookoła Mazowsza (Płońsk > Płońsk)
Classifica generale Dookoła Mazowsza
- 2024 (Israel Premier Tech, tre vittorie)

Campionati israeliani, Prova a cronometro
Campionati israeliani, Prova in linea
6ª tappa Giro di Croazia (Sveta Nedelja > Zagabria)

#### Altri successi
- 2021 (Israel Cycling Academy)

Classifica traguardi volanti Volta a la Província de València
- 2022 (Israel Cycling Academy)

Classifica a punti Volta a la Província de València
- 2023 (Israel Premier Tech Academy)

Classifica a punti  Istrian Spring Trophy
Classifica a punti Dookoła Mazowsza
Classifica giovani Dookoła Mazowsza

## Piazzamenti

### Classiche monumento
- Parigi-Roubaix

2025: 105º

### Competizioni mondiali
- Campionati mondiali

Yorkshire 2019 - Cronometro Junior: 62º

### Competizioni europee
- Campionati europei

Alkmaar 2019 - Cronometro Junior: 21º
Alkmaar 2019 - In linea Junior: ritirato
Drenthe 2023 - Cronometro Under-23: 24º
Drenthe 2023 - In linea Under-23: 96º
Limburgo 2024 - In linea Elite: 21º